# Schlettereriella aurantieiceps
Schlettereriella aurantieiceps är en stekelart som först beskrevs av Cameron 1912.  Schlettereriella aurantieiceps ingår i släktet Schlettereriella och familjen bracksteklar. Inga underarter finns listade i Catalogue of Life.